# Cornufer montanus
Cornufer montanus е вид жаба от семейство Ceratobatrachidae. Видът не е застрашен от изчезване.

## Разпространение
Разпространен е в Папуа Нова Гвинея.

## Описание
Популацията на вида е стабилна.